# Diknerfkribbenmos
Diknerfkribbenmos (Cinclidotus danubicus) is een soort uit het geslacht kribbenmos (Cinclidotus).

## Determinatie
De determinatie van diknerfkribbenmos is vaak lastig doordat de plant bedekt is met slib en doordat de bladkenmerken door slijtage vaak niet (meer) te zien zijn. De plant vormt een stengel met een lengte tot ± 10 cm. De maximale bladbreedte zit aan de bladbasis en de bladnerf treedt uit als een stekelpunt. Kapselende exemplaren worden maar zelden aangetroffen.

## Ecologie
Diknerfmos is een waterplant die doorgaans epilitisch groeit in eutrofe, stromende wateren.

### Syntaxonomie
In de syntaxonomie staat diknerfkribbenmos te boek als kensoort voor de kribbenmos-associatie.